# Sinularia gardineri
Sinularia gardineri is een zachte koraalsoort uit de familie Alcyoniidae. De koraalsoort komt uit het geslacht Sinularia. Sinularia gardineri werd in 1903 voor het eerst wetenschappelijk beschreven door Pratt. 